# كرانيش أبيض
كرانيش أبيض (الاسم العلمي:Cranichis candida) هو نوع من النباتات يتبع جنس الكرانيش من الفصيلة السحلبية.